# Penicillium coprobium
Penicillium coprobium är en svampart som beskrevs av Frisvad 1990. Penicillium coprobium ingår i släktet Penicillium och familjen Trichocomaceae.   Inga underarter finns listade i Catalogue of Life.